# 青い森休日フリーパス
青い森休日フリーパス（あおいもりきゅうじつフリーパス）は、2011年度に青い森鉄道で発売していた一日乗車券である。
本項では、2012年度から2017年度まで発売していた「青い森ホリデーフリーきっぷ」、2018年度から発売している「青い森ワンデーパス」についても併せて記述する。

## 青い森休日フリーパス
東日本大震災で落ち込んだ需要を掘り起こす目的で発売され、青い森鉄道線全線の普通列車・快速列車に一日乗り放題であった。
2011年（平成23年）4月29日から、2012年（平成24年）3月31日乗車分まで発売。
東北鉄道協会主催の「東北ローカル線 ご乗車・ご支援 感謝キャンペーン」参画商品であり、購入者には記念乗車証を配布し、その半券（応募券）を送ると抽選で記念品が当たるキャンペーンを2011年8月まで実施していた。

### 発売額・利用可能日
- 発売額（発売終了時点）
  - 大人 1,800円
  - 小児 900円
- 利用可能日（発売終了時点）
  - 土曜・日曜・祝日の1日間。
  - また、特定日として5月2日・6日、11月4日・21日・22日、12月29日・30日、2012年1月3日、3月19日の各日も利用可能であった。

## 青い森ホリデーフリーきっぷ
2012年度より「青い森休日フリーパス」を引き継ぐ商品として発売。利用条件は同じだが、発売額が変更されている。当初は1年間の発売予定であったが、2013年（平成25年）4月以降も発売が継続され、2013年度発売分からは夏休み期間中（8月1日 - 8月7日を除く）については毎日利用可能となった。
2014年（平成26年）9月29日からは、日本全国の「マルチメディア端末」を設置しているコンビニでも発券が可能となった。
また、中学生と高校生については、本きっぷと利用条件がほぼ同じ「中学生・高校生専用 学トクホリデーフリーきっぷ」を発売していた（こちらは駅窓口での発売のみ）。
「青い森ワンデーパス」への統合・リニューアルに伴い、2018年4月1日乗車分をもって発売終了。

### 発売額・利用可能日
- 発売額（発売終了時点）
  - 青い森ホリデーフリーきっぷ：大人 2.060円、小児 1.030円
  - 学トクホリデーフリーきっぷ：中学生・高校生 1.030円
- 利用可能日（発売終了時点）
  - 土曜・日曜・祝日の1日間（8月1日 - 8月7日を除く）。
  - 特定期間として、ゴールデンウィーク（4月29日 - 5月5日）・夏休み（7月20日 - 7月31日・8月8日 - 8月31日）・年末年始（12月23日 - 1月7日）は、毎日利用可能であった。

## 青い森ワンデーパス
2018年（平成30年）4月7日より発売している、青い森鉄道線全線の普通列車・快速列車の自由席に乗り放題の一日乗車券である。前年度まで発売していた「青い森ホリデーフリーきっぷ」や「学トクホリデーフリーきっぷ」と利用条件は概ね同じだが、発売額は変更されている。

### 発売額・利用可能日
- 発売額（2020年現在）
  - 大人 2.100円
  - 中学生、高校生 1.530円
  - 小児 1.050円
- 利用可能日（2020年現在）
  - 土曜・日曜・祝日の1日間（8月1日 - 8月7日を除く）。
  - 特定期間として、ゴールデンウィーク（4月29日 - 5月5日）・夏休み[注 2]（7月20日 - 7月31日・8月8日 - 8月31日）・年末年始（12月23日 - 1月7日）は、毎日利用可能。

## 発売箇所
ここでは、現在発売している「青い森ワンデーパス」について述べる。
- 青い森鉄道線
  - 有人駅の駅窓口（利用日の1か月前から）
  - 自動券売機（※当日利用分のみ）
- コンビニ
  - 日本全国の「マルチメディア端末」を設置しているローソン・ミニストップ・ファミリーマート・セブン-イレブンで発券が可能。

※発売開始日やコンビニで発券後の払い戻しなど、取扱が駅窓口での発売分と異なるため、詳細については公式ホームページを参照。

### 本きっぷの扱いなど
- 自動券売機で購入した大人用と小児用のきっぷ以外は、自動改札機に非対応のため有人改札を利用する。
- 中学生・高校生用のきっぷについては、購入および利用の際に「生徒手帳」や「学生証」など在学を証明できるものの提示・携帯が必須となる。
- 「リゾートあすなろ」[注 3]などの全車指定席の列車には乗車できない。
- 当日利用分の本券を浅虫温泉駅併設の「モーリーズカフェ」に提示すると、対象の飲食物が10%割引となる特典があるほか、沿線の提携施設でも特典を受けることができる。詳細は公式ホームページを参照。
- 青い森鉄道沿線以外のコンビニで購入した場合、青い森鉄道線の駅までのJR線・いわて銀河鉄道線や路線バス運賃等は別途必要。